# 김정선 (1952년)
김정선(金貞善, 1952년 12월 16일 ~ )은 대한민국의 제6·7·8대 경상남도 함안군의원이었다.

## 학력
- 칠원국민학교 졸업
- 덕명여자중학교 졸업
- 남지고등학교 졸업

## 경력
- 함안군 여성단체협의회 회장
- 함안군 새마을부녀회 회장
- 함안군 보육정책발전위원회 위원
- 함안군 여성정책발전위원회 위원
- 여성 유권자연맹 함안군 지부장
- 김해 김씨 가락 종친회 고문
- 삼칠 줄다리기 여성분과위원장
- 한나라당 경남도당 여성부위원장
- 한나라당 경남여성아카데미 6기 지역대표
- 함안군 새마을부녀회 회장
- 제9·10기 민주평통자문위원회 위원
- 함안군 고향을 생각하는 주부들 모임 고문
- 생활공감 주부 모니터단 함안군 대표
- 칠원면 자원봉사대 대원
- 칠원면 여성단체장협의회 회장
- 칠원면 바르게살기운동협의회 회원
- 2010.07 ~ 2014.06 제6대 경상남도 함안군의회 의원
- 2010.07 ~ 2012.07 제6대 경상남도 함안군의회 전반기 행정복지위원회 위원
- 2010.07 ~ 2012.07 제6대 경상남도 함안군의회 전반기 의회운영위원회 위원장
- 2010.07 ~ 2012.07 제6대 경상남도 함안군의회 전반기 예산결산특별위원회 위원장
- 2011.11 ~ 2011.11 제6대 경상남도 함안군의회 공유재산관리계획심사특별위원회 위원
- 2012.07 ~ 2014.06 제6대 경상남도 함안군의회 후반기 의회운영위원회 위원
- 2012.07 ~ 2014.06 제6대 경상남도 함안군의회 후반기 행정복지위원회 위원장
- 2012.07 ~ 2014.06 제6대 경상남도 함안군의회 후반기 예산결산특별위원회 위원
- 2014.07 ~ 2018.06 제7대 경상남도 함안군의회 의원
- 2014.07 ~ 2016.07 제7대 경상남도 함안군의회 전반기 의장
- 2016.07 ~ 2018.06 제7대 경상남도 함안군의회 후반기 행정복지위원회 위원
- 2016.07 ~ 2018.06 제7대 경상남도 함안군의회 후반기 의회운영위원회 위원
- 2016.07 ~ 2018.06 제7대 경상남도 함안군의회 후반기 예산결산특별위원회 위원
- 2017.07 ~ 2017.12 제7대 경상남도 함안군의회 함안군 지방공사에 대한 행정사무조사특별위원회 위원
- 2018.07 ~ 2020.12 제8대 경상남도 함안군의회 의원
- 2018.07 ~ 2020.07 제8대 경상남도 함안군의회 전반기 행정복지위원회 위원
- 2018.07 ~ 2020.07 제8대 경상남도 함안군의회 전반기 의회운영위원회 위원
- 2018.07 ~ 2020.07 제8대 경상남도 함안군의회 전반기 예산결산특별위원회 위원
- 2020.07 ~ 2020.12 제8대 경상남도 함안군의회 후반기 행정복지위원회 위원
- 2020.07 ~ 2020.12 제8대 경상남도 함안군의회 후반기 예산결산특별위원회 위원
- 2020.09 ~ 2020.12 제8대 경상남도 함안군의회 조례 및 공유재산관리계획심사특별위원회 위원

## 공직선거법 위반
국민의힘 김정선 군의원은 함안군의회 의장이던 2016년 당시 지역 인사로부터 불법정치자금 1000만원을 받은 혐의로 기소되어, 1심에서 의원직 상실형에 해당되는 벌금 300만원, 추징금 1,000만원을 선고받았다. 항소심에서는 1심보다 형량이 줄어들었지만, 여전히 당선무효형에 해당되는 벌금 150만원을 선고하고 추징금 500만원을 명령했다. 2020년 12월 18일 대법원에서 상고기각 판결을 받았다는 사실이 뒤늦게 공개되었다.

## 역대 선거 결과
|  | 0% |

|  | 28.26% |

|  | 28.30% |